# Heidelbeeren
Die Heidelbeeren (Vaccinium) sind eine Pflanzengattung aus der Familie der Heidekrautgewächse (Ericaceae). Die 450 bis 500 Vaccinium-Arten sind vorwiegend auf der Nordhalbkugel verbreitet. Einige Arten werden im deutschen Sprachgebrauch allgemein als Heidelbeeren oder Blaubeeren, regional auch als Schwarzbeeren oder Moosbeeren bezeichnet, wobei die Bezeichnung im engeren Sinne nur für die in Europa verbreitetste Art gilt, die Heidel- oder Blaubeere (Vaccinium myrtillus).

## Beschreibung

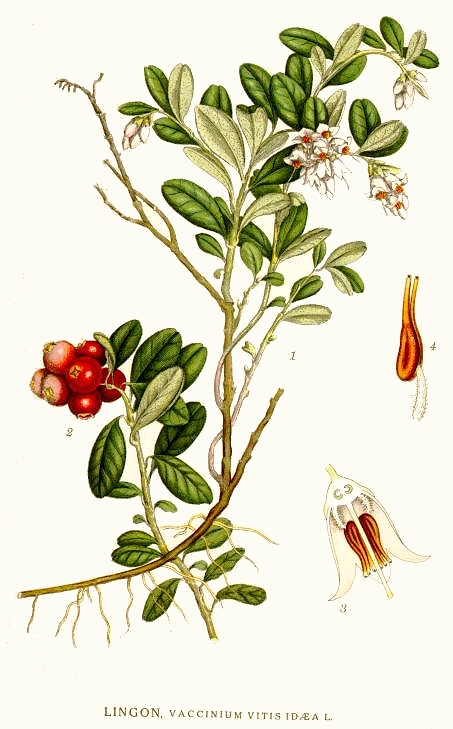
Illustration der Preiselbeere (Vaccinium vitis-idaea)

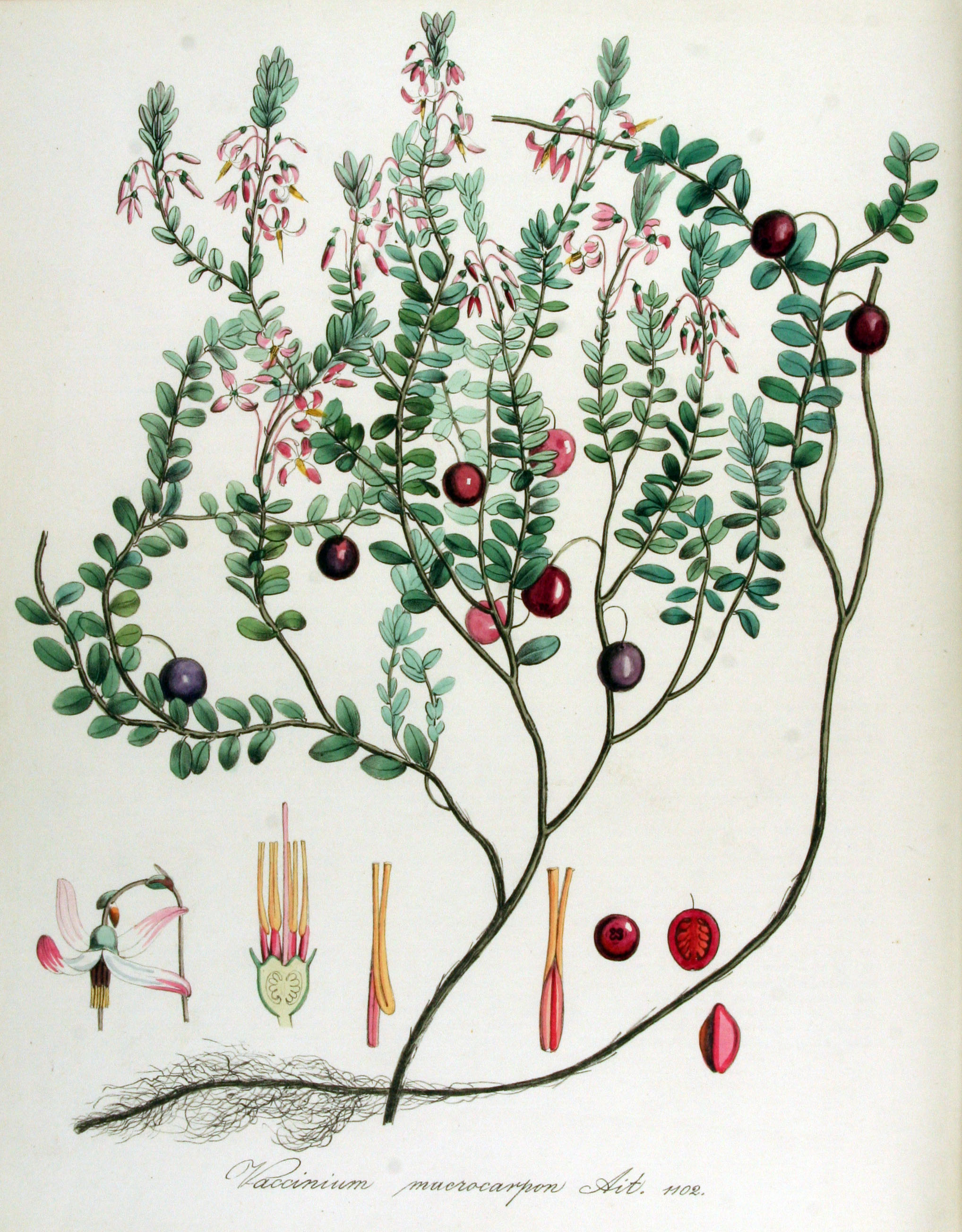
Illustration der Großfrüchtigen Moosbeere (Vaccinium macrocarpon)

### Erscheinungsbild und Laubblätter
Die Vaccinium-Arten wachsen als immergrüne oder laubabwerfende, kriechende, ausgebreitete, selbständig aufrechte oder kletternde Zwergsträucher, Sträucher oder Bäume. Meist wachsen sie terrestrisch, seltener auch epiphytisch. Die oberirdischen Pflanzenteile können kahl oder behaart sein; dabei sind die Haare (Trichome) gestielt oder ungestielt, sowie drüsig oder nicht drüsig.
Die wechselständig und spiralig oder sehr selten pseudowirtelig angeordneten Laubblätter können gestielt sein. Die häutigen bis ledrigen Laubblätter sind kahl oder behaart. Die einfachen Blattspreiten sind elliptisch, eiförmig, länglich-lanzettlich oder spatelförmig. Der flache oder zurückgebogene Blattrand ist glatt oder gesägt.

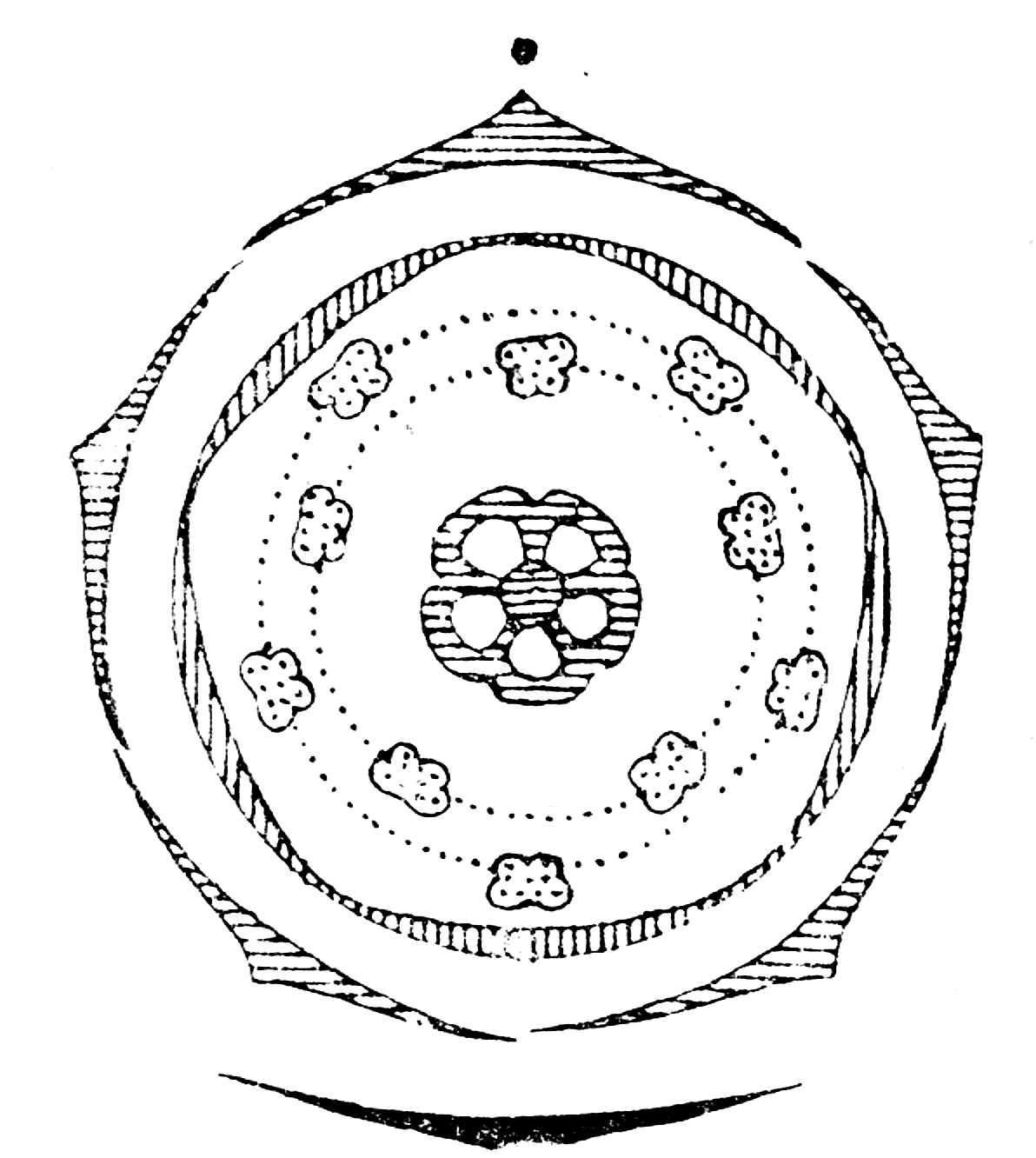
Blütendiagramm von Vaccinium

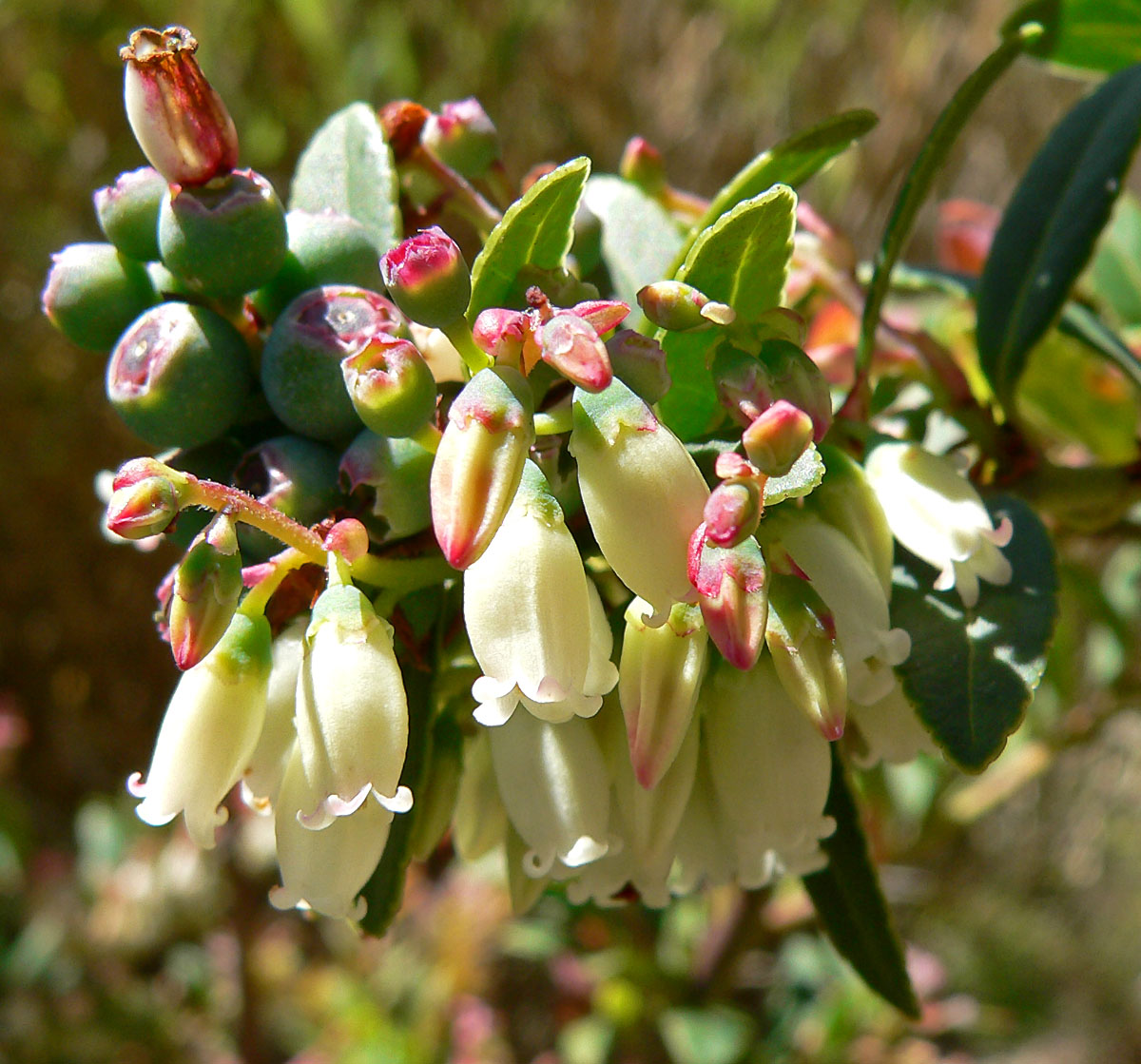
Untergattung Vaccinium Sektion Pyxothamnus: Blüten und junge Früchte von Vaccinium consanguineum. Gut zu erkennen sind die zurückgebogenen Kronzipfel.

### Blütenstände und Blüten
Die end- oder achselständigen, traubigen Blütenstände enthalten meist zwei bis zehn Blüten; manchmal stehen die Blüten einzeln oder zu mehreren in den Blattachseln. Es sind haltbare oder bald vergängliche Tragblätter vorhanden. Kleine Deckblätter sind nur in der Sektion Oxycoccus vorhanden. Die Blütenstiele können nahe der Blüte verbreitert sein und meist sind sie gegliedert.
Die zwittrigen Blüten sind radiärsymmetrisch und selten vier- oder meist fünfzählig mit doppelter Blütenhülle (Perianth). Es ist ein Blütenbecher vorhanden. Die selten vier oder meist fünf Kelchblätter sind nur an ihrer Basis verwachsen. Die meist fünf, selten vier oder sechs Kronblätter sind meist auf fast ihrer ganzen Länge kugel-, glocken-, urnen- oder röhrenförmig verwachsen; selten sind sie fast frei. Die Farben der Kronblätter reichen von meist grün, weiß über creme- bis rosa- und bronzefarbe, selten sind sie rot. Die geraden bis zurückgekrümmten Kronzipfel sind meist kürzer als die Kronröhre. Es sind meist zwei, selten ein, Kreise mit je vier oder fünf Staubblättern vorhanden, die die Krone meist nicht überragen. Die kahlen oder behaarten Staubfäden sind gerade und flach. Die Staubbeutel können Hörner besitzen (Tubules) und/oder Grannen. Der Diskus in ringförmig. Vier oder fünf Fruchtblätter sind zu einem unter- bis halbunterständigen, vier- bis fünfkammerigen oder meist acht- bis zehn pseudokammerigen Fruchtknoten verwachsen. Es sind viele Samenanlagen vorhanden. Die Narben sind kopfig, beziehungsweise unauffällig und gestutzt.

### Früchte und Samen
Kennzeichnend für die Gattung Vaccinium sind die eiförmigen bis kugeligen, fleischigen Beeren. Die bei Reife roten oder blauen Beeren enthalten zwei bis vierzig Samen. Die relativ kleinen, eiförmigen bis ellipsoiden Samen besitzen eine netzartige, harte oder schleimige Samenschale (Testa).

### Chromosomen
Die Chromosomengrundzahl beträgt x = 12.

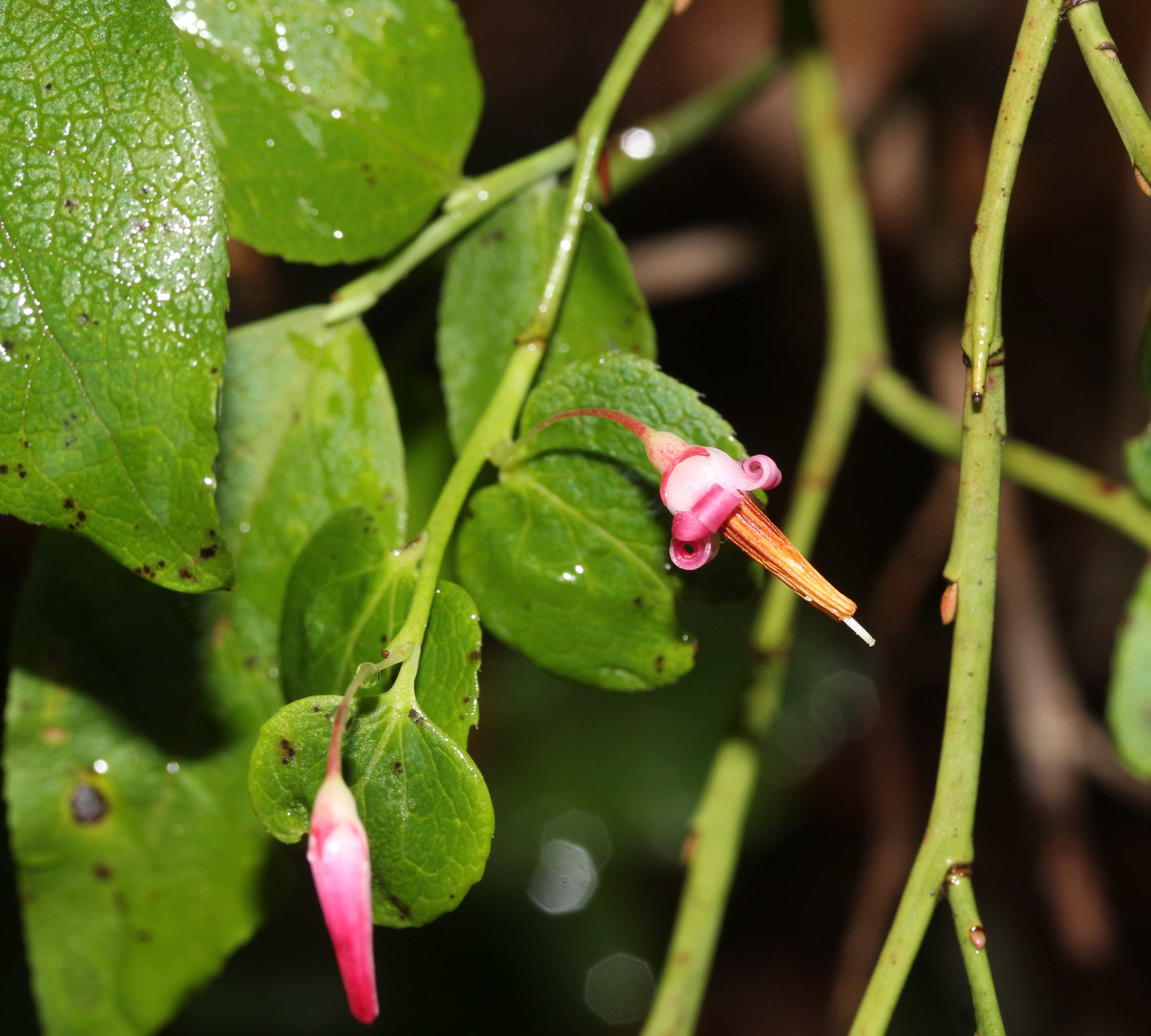
Untergattung Oxycoccus Sektion Oxycoccoides: Vaccinium erythrocarpum subsp. japonicum

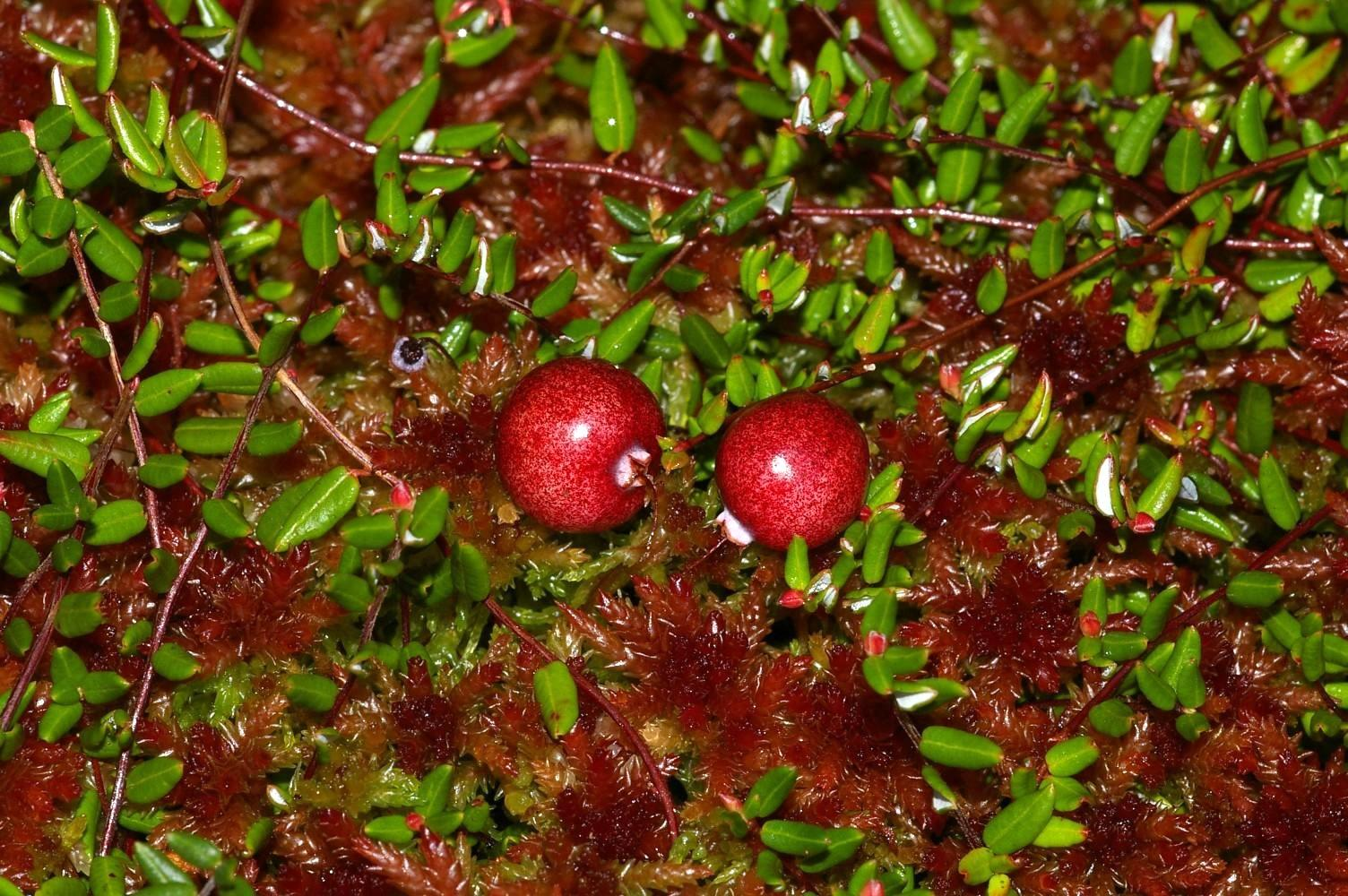
Untergattung Oxycoccus Sektion Oxycoccus: Gewöhnliche Moosbeere (Vaccinium oxycoccos)

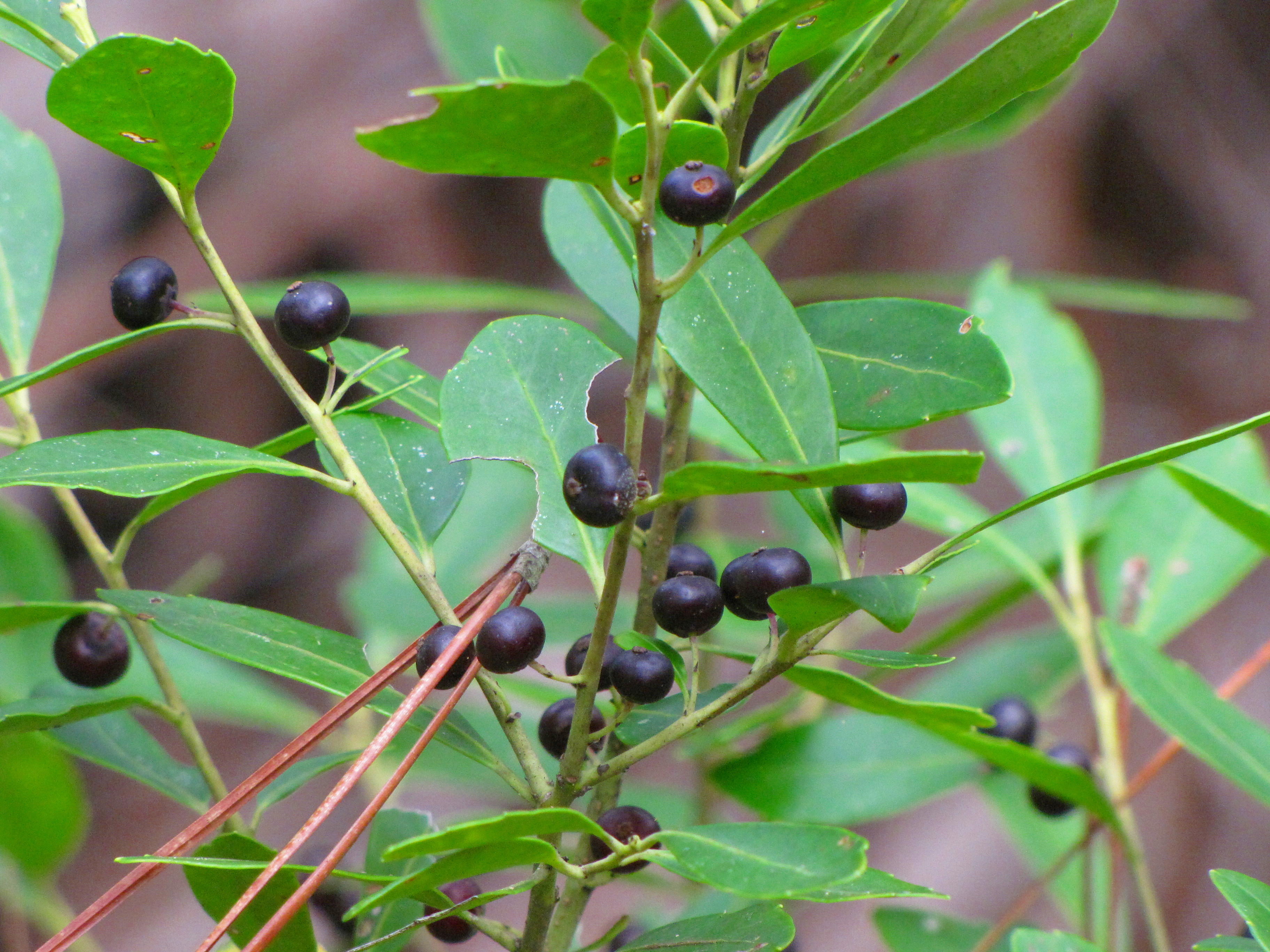
Untergattung Vaccinium Sektion Batodendron: Vaccinium arboreum

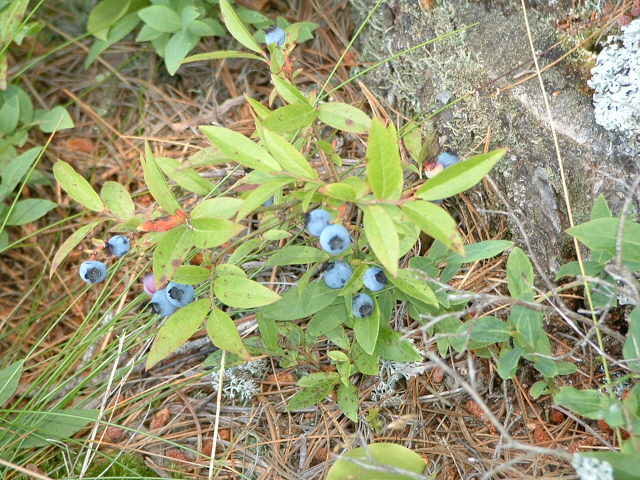
Untergattung Vaccinium Sektion Cyanococcus: Vaccinium angustifolium

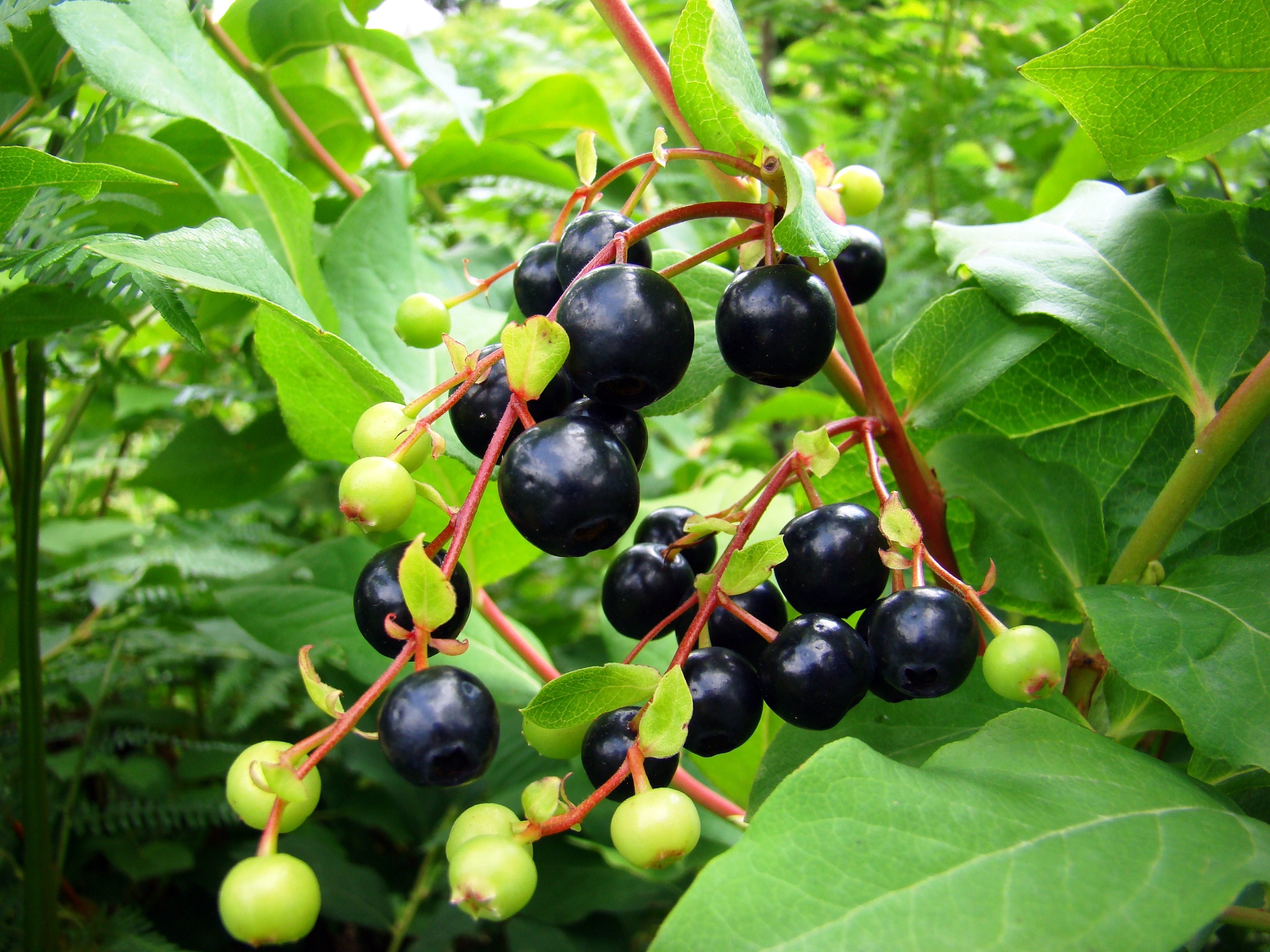
Untergattung Vaccinium Sektion Hemimyrtillus: Vaccinium arctostaphylos

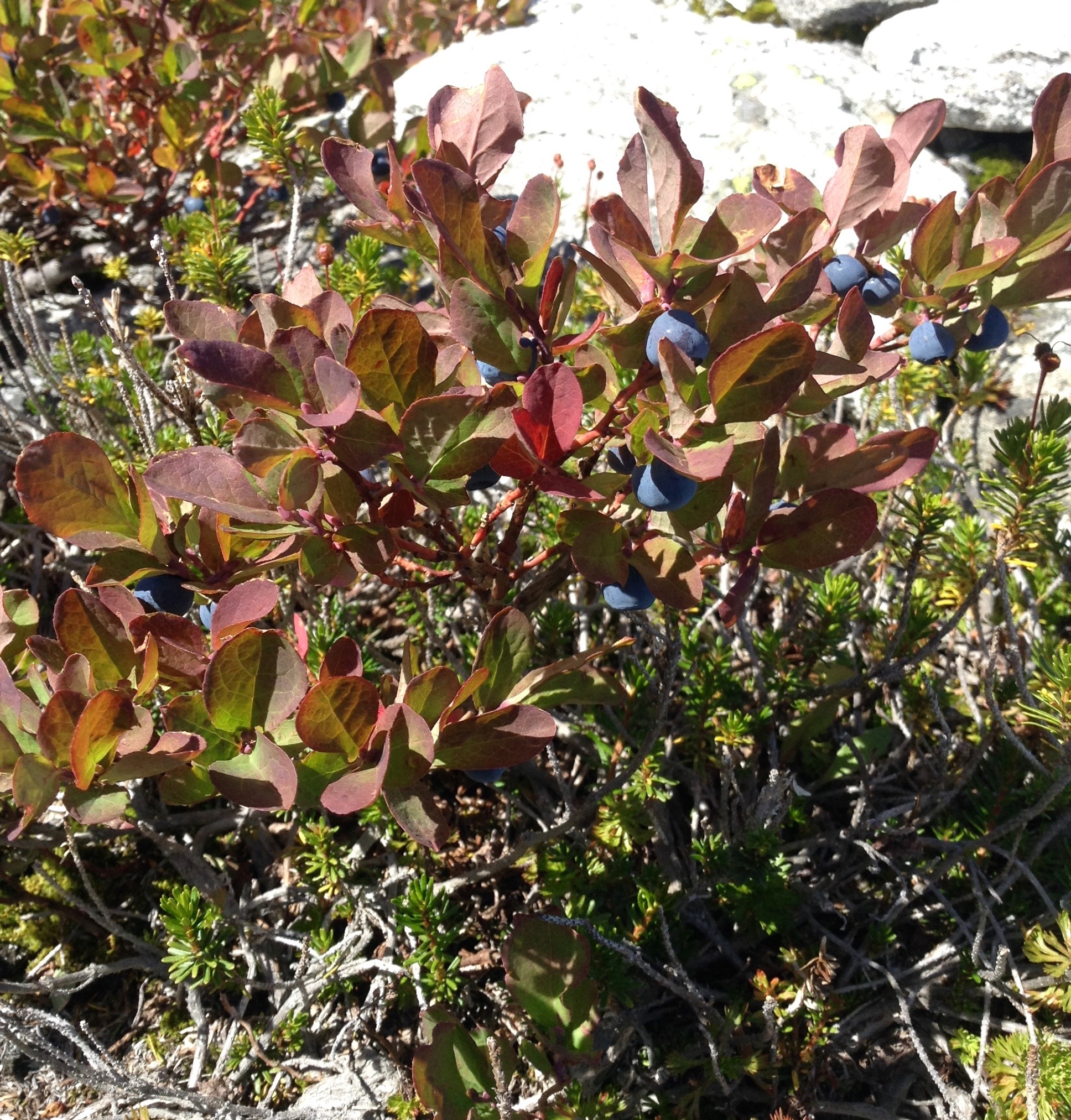
Untergattung Vaccinium Sektion Myrtillus: Vaccinium deliciosum

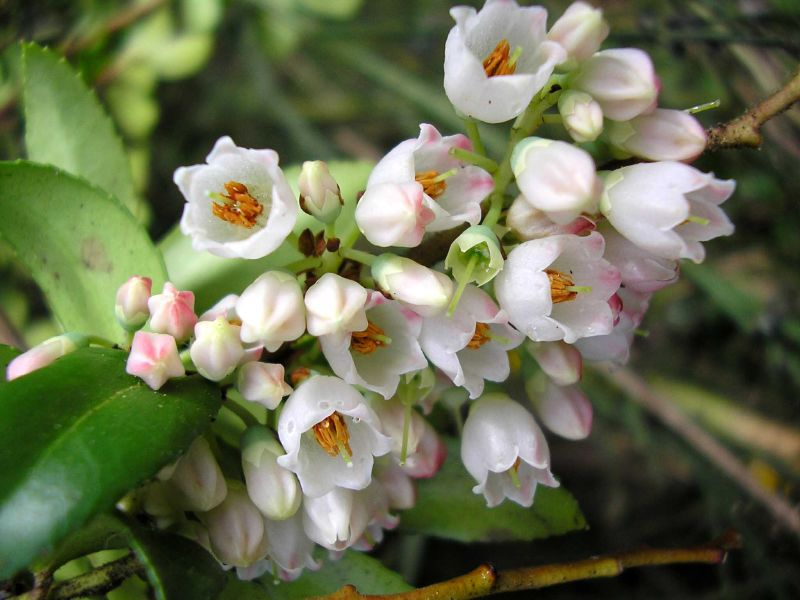
Untergattung Vaccinium Sektion Myrtillus: Vaccinium membranaceum blühend

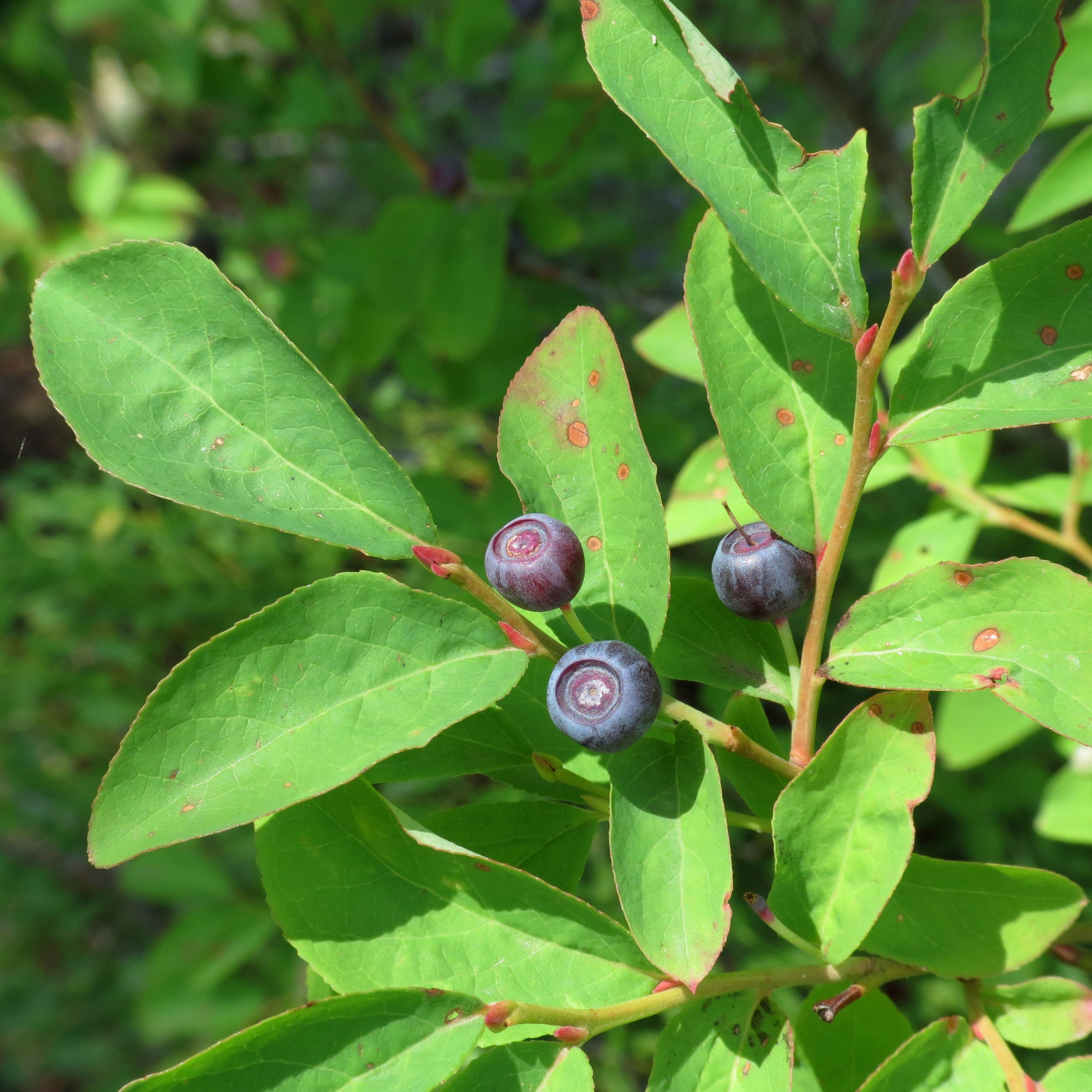
Untergattung Vaccinium Sektion Myrtillus: Vaccinium membranaceum fruchtend

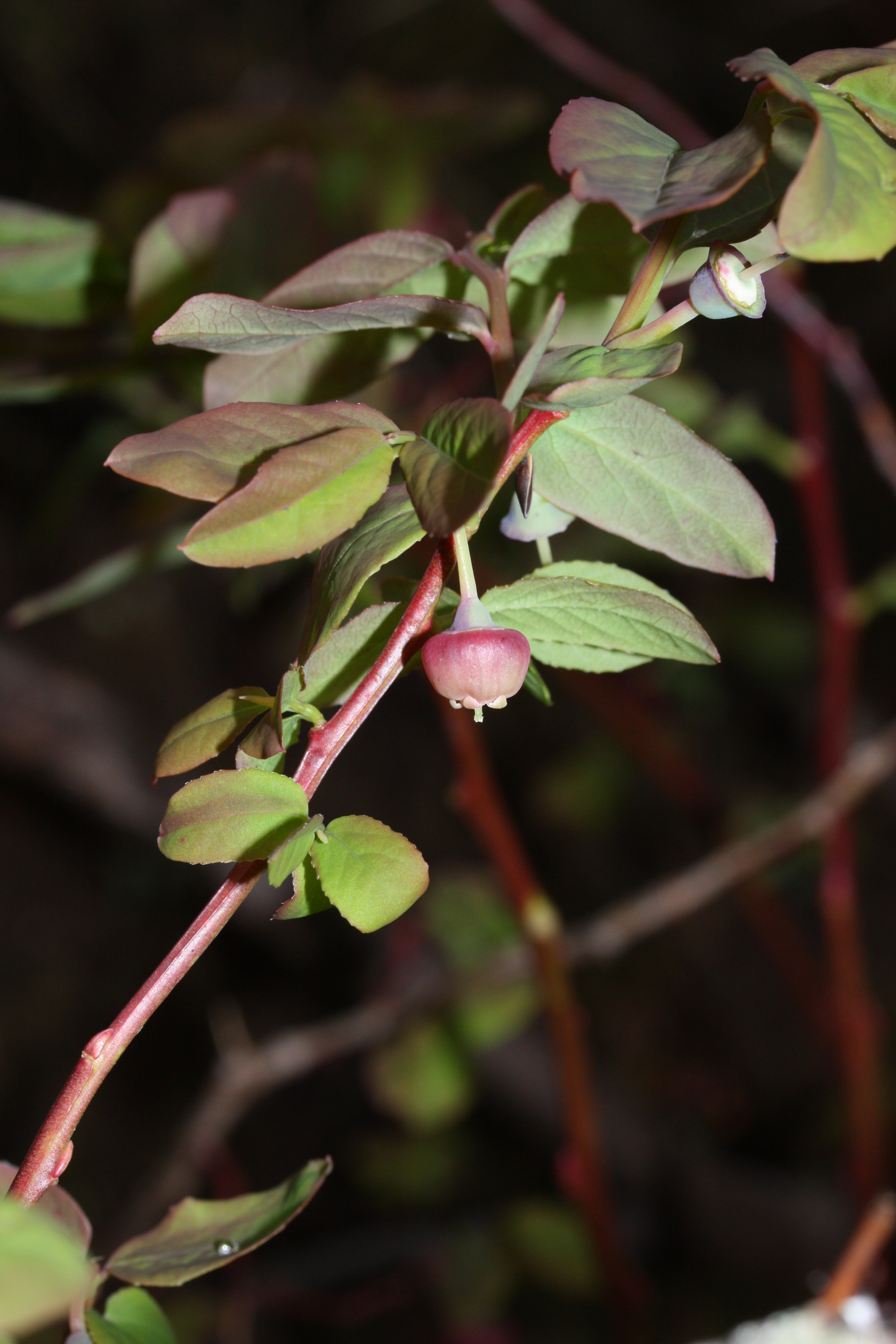
Untergattung Vaccinium Sektion Myrtillus: Vaccinium ovalifolium blühend

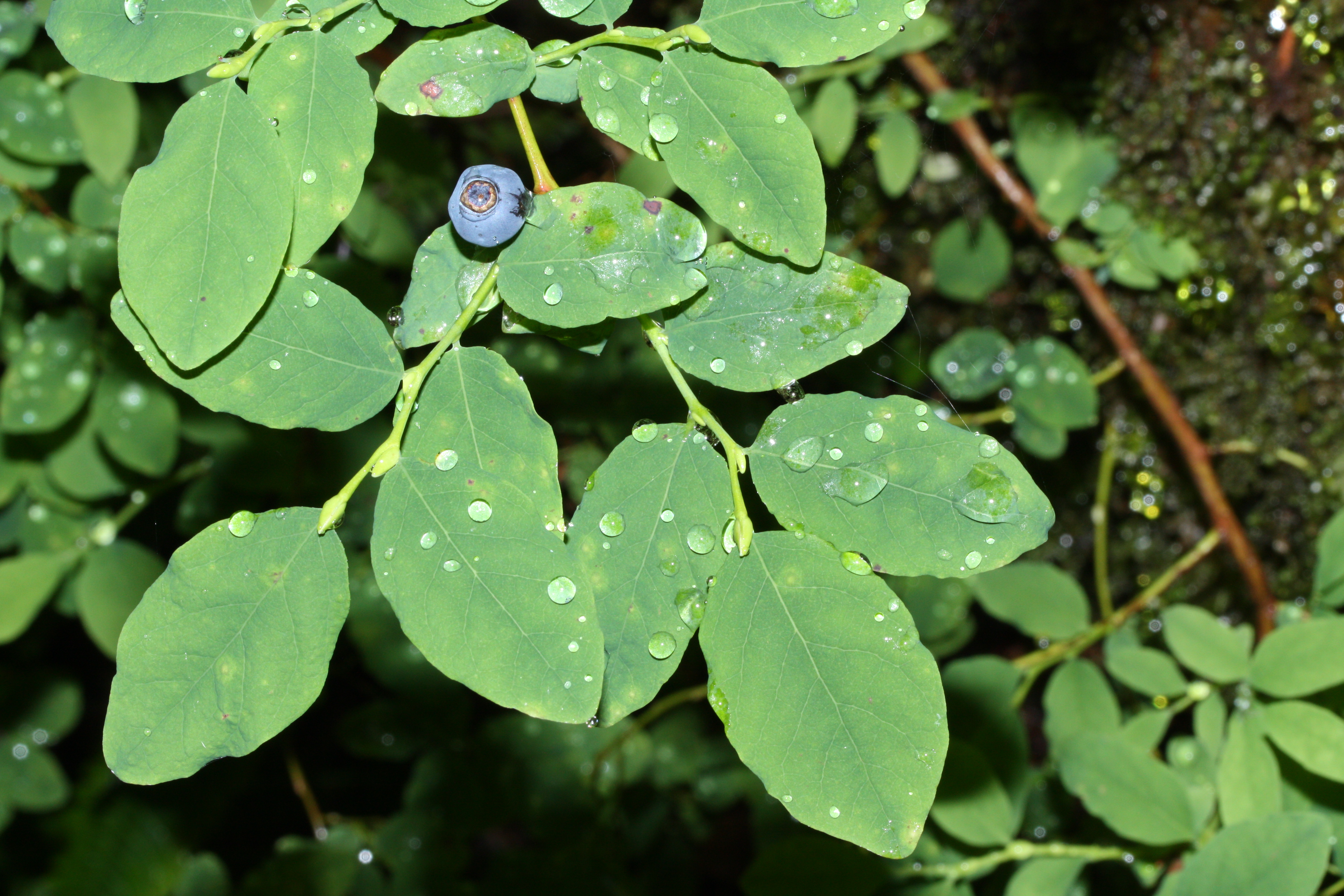
Untergattung Vaccinium Sektion Myrtillus: Vaccinium ovalifolium fruchtend

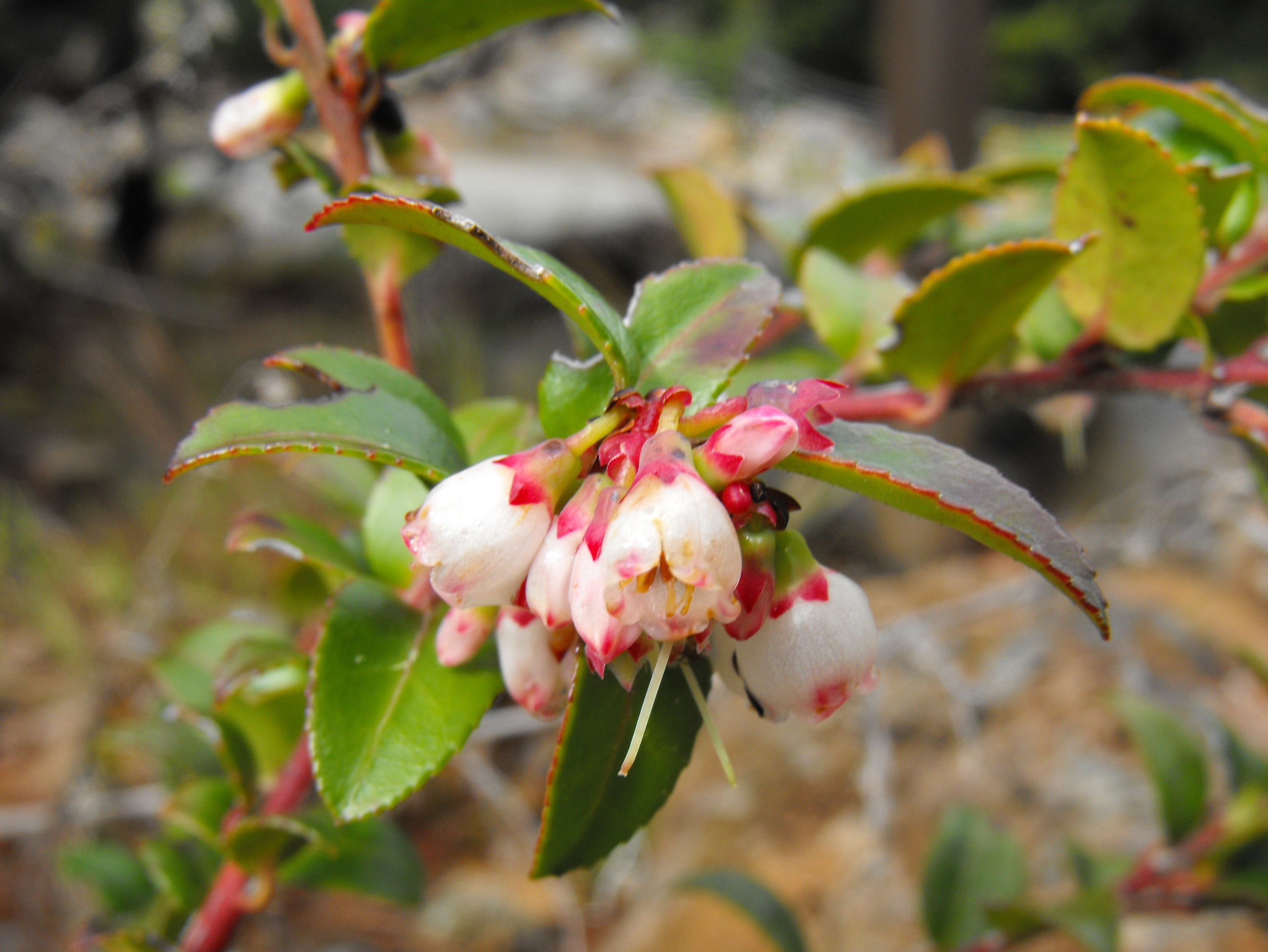
Untergattung Vaccinium Sektion Pyxothamnus: Blüten und Laubblätter von Vaccinium ovatum

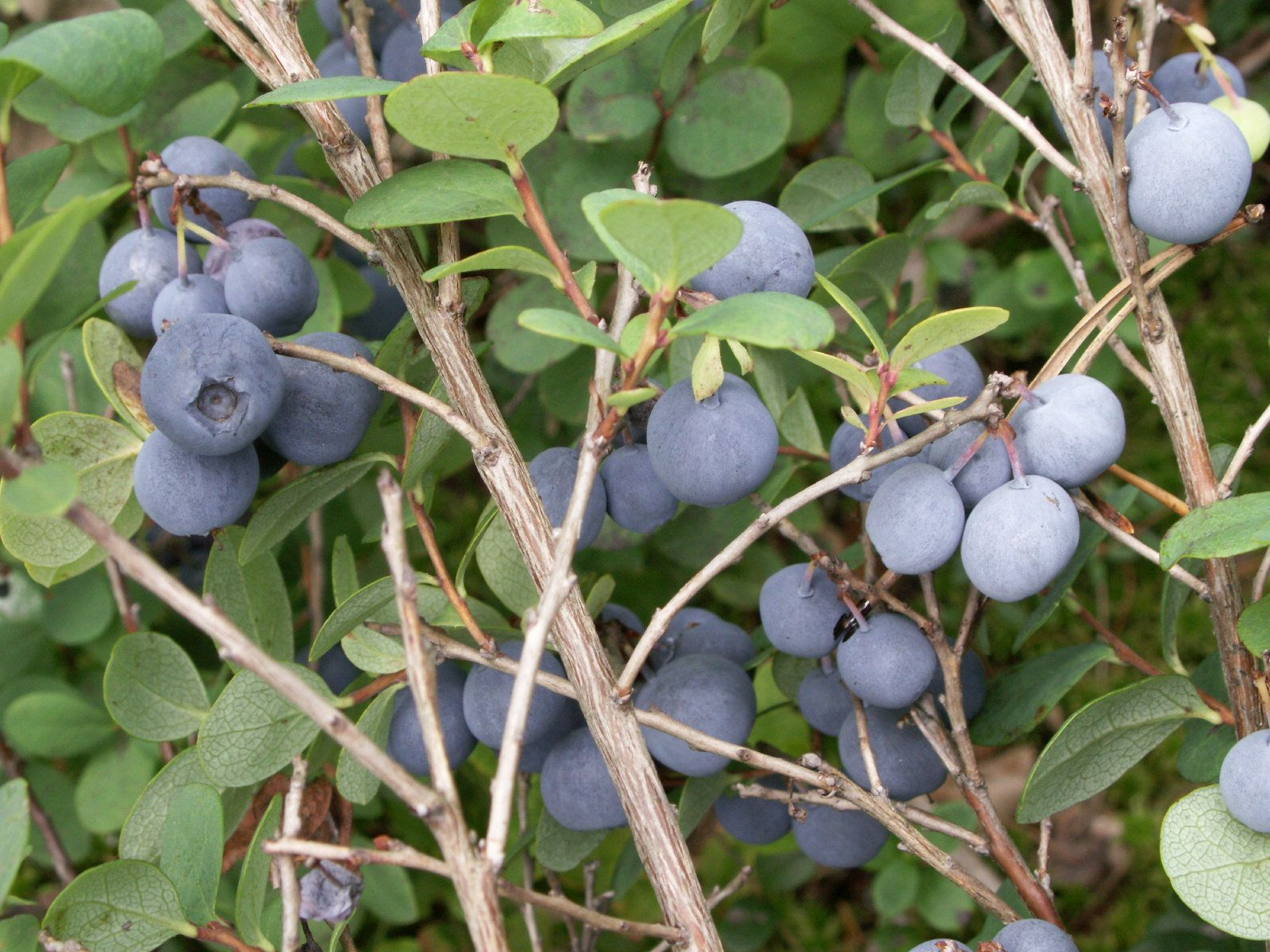
Untergattung Vaccinium Sektion Vaccinium: Rauschbeere (Vaccinium uliginosum)

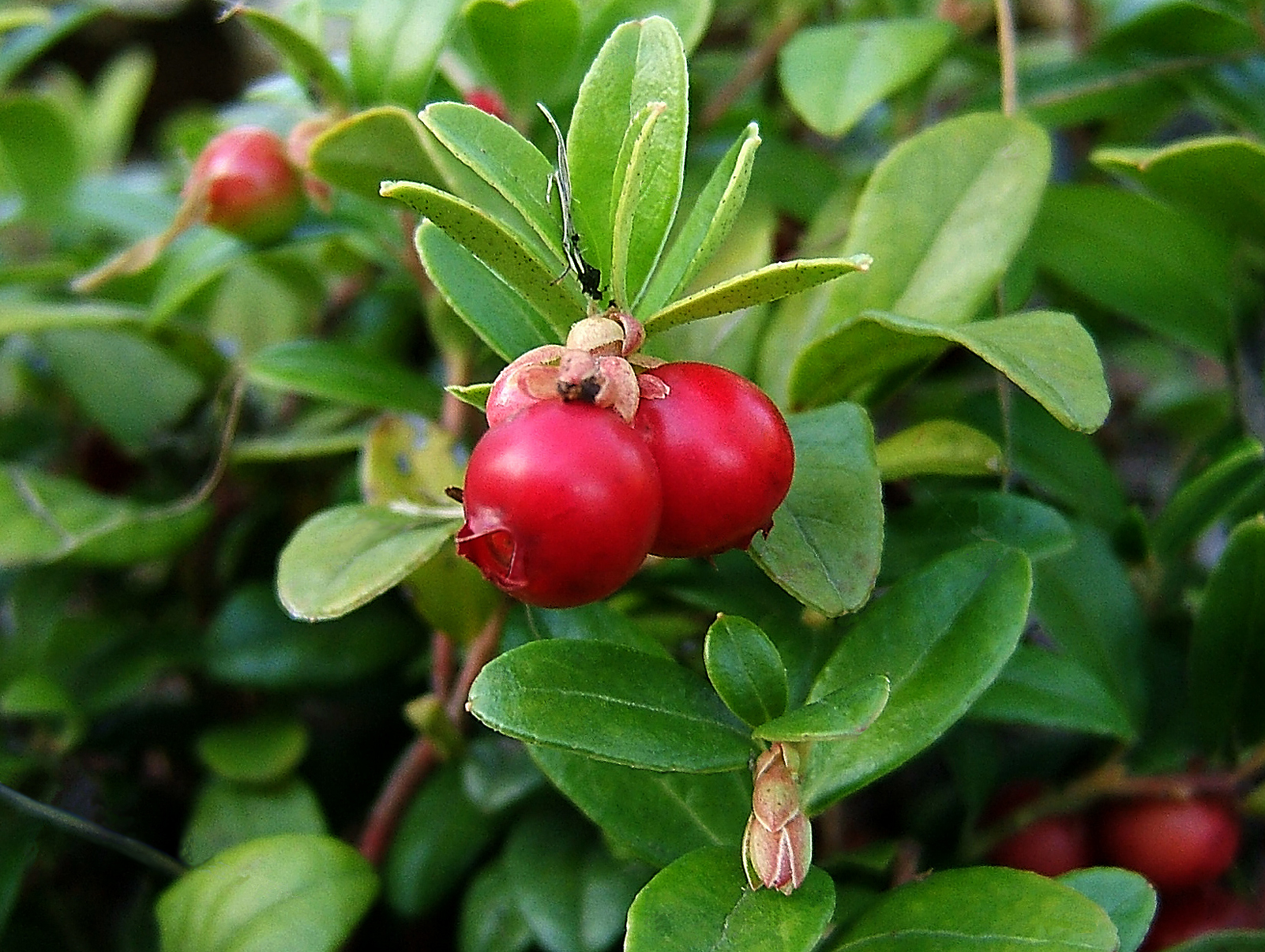
Untergattung Vaccinium Sektion Vitis-Idaea: Preiselbeere (Vaccinium vitis-idaea)

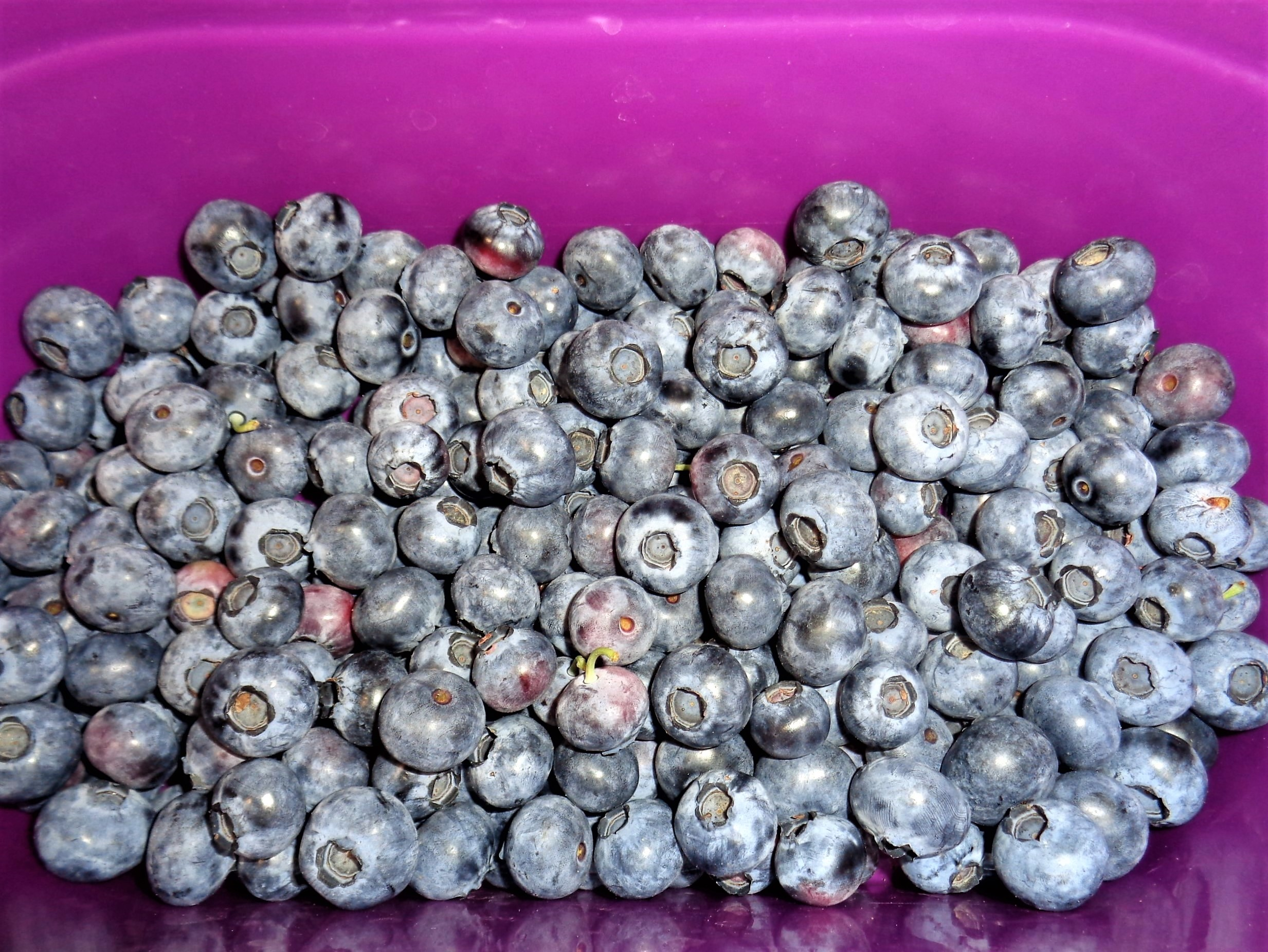
Heidelbeeren nach der Ernte

## Nutzung
Die Früchte der meisten Vaccinium-Arten sind essbar. Es gibt einige Sorten, die als Beerenobst angebaut werden. Von einigen Arten wurden die medizinischen Wirkungen untersucht.
In Europa werden traditionell vor allem die Heidelbeere (Vaccinium myrtillus) und die Preiselbeere (Vaccinium vitis-idaea), in manchen Regionen aber auch Moosbeere (Vaccinium oxycoccos) und Rauschbeere (Vaccinium uliginosum) in der Natur gesammelt und gegessen.
Die nordamerikanischen Wildformen dienten schon früher den nordamerikanischen Ureinwohnern, etwa im Gebiet des heutigen US-Bundesstaates Washington, als Nahrungsmittel. So fanden sich Trockenplätze, die nur durch rechteckige Vertiefungen erkennbar sind. Elf von ihnen konnten in der Indian Heaven Wilderness im Gifford Pinchot National Forest nachgewiesen werden.
Kulturheidelbeeren (Kultur-Heidelbeeren, Strauch-Heidelbeeren), die heute in Plantagen angebaut werden, sind überwiegend Kreuzungen aus den in Nordamerika beheimateten Arten Vaccinium angustifolium und Vaccinium corymbosum sowie Kulturformen der Elternarten selbst, weiterer Hybride aus der Amerikanischen Heidelbeere (Vaccinium corymbosum) und anderen Vaccinium-Arten. Seit Beginn des 20. Jahrhunderts wurden 75 bis 100 neue Sorten kultiviert.

## Standorte
Die Vaccinium-Arten wachsen meist auf nährstoffarmen und sauren Böden, vorwiegend in Heide- und Moorlandschaften oder in lichten Wäldern. In den Gebirgen sind sie in der subalpinen und alpinen Höhenstufe anzutreffen.

## Systematik und Verbreitung
Die Erstveröffentlichung der Gattung Vaccinium erfolgte 1753 durch Carl von Linné in Species Plantarum, 1, S. 349–352. Typusart ist Vaccinium uliginosum L. Der botanische Gattungsname Vaccinium geht möglicherweise auf baccinium für Beerenstrauch und bácca für Beere zurück. Die Gattung Vaccinium gehört zur Tribus Vaccinieae in der Unterfamilie der Vaccinioideae innerhalb der Familie der Ericaceae. Synonyme für Vaccinium L. sind: Hornemannia Vahl, Hugeria Small, Neojunghuhnia Koord., Oxycoccus Hill, Rigiolepis Hook. f. Die Gattung Vaccinium umfasst unter anderem Preisel-, Heidel-, Rausch- und Moosbeeren.
Die Gattung Vaccinium ist vorwiegend auf der Nordhalbkugel weitverbreitet. Im tropischen Asien, Zentral- und Südamerika ist sie auf die Hochgebirge beschränkt. Einige Arten finden sich in Afrika und auf Madagaskar. In der Volksrepublik China kommen 92 Arten vor, 51 davon nur dort. 25 Arten sind in Nordamerika beheimatet.
Die Gattung Vaccinium wird in Untergattungen und Sektionen gegliedert. Sie umfasst je nach Auffassung verschiedener Bearbeiter zwischen etwa 450 und 500 Arten (Auswahl):
- Untergattung Oxycoccus:
  - Sektion Oxycoccoides Benth. & Hook.f.:
    - Vaccinium erythrocarpum Michx.: Sie kommt mit Unterarten in den östlichen Vereinigten Staaten, in China, Japan, auf Cheju und Taiwan vor.[6]

  - Sektion Oxycoccus:
    - Großfrüchtige Moosbeere (Vaccinium macrocarpon Aiton)
    - Kleinfrüchtige Moosbeere (Vaccinium microcarpum (Turcz. ex Rupr.) Schmalh.)
    - Gewöhnliche Moosbeere (Vaccinium oxycoccos L.)
- Untergattung Vaccinium:
  - Sektion Batodendron (Nutt.) A.Gray:
    - Vaccinium arboreum Marshall: Sie kommt in den zentralen und in den östlichen Vereinigten Staaten vor.[6]

  - Sektion Brachyceratium:
    - Vaccinium dependens (G.Don) Sleumer: Sie kommt in Peru vor.[6]

  - Sektion Bracteata:
    - Vaccinium acrobracteatum K.Schum.: Sie kommt in Irian Jaya und Papua-Neuguinea vor.[6]
    - Vaccinium barandanum S.Vidal: Sie kommt nur auf den philippinischen Inseln Luzon sowie Mindoro  vor.[6]
    - Vaccinium bracteatum Thunb.: Sie kommt in etwa drei Varietäten in Indonesien, Malaysia, in Indochina, China, Japan, Taiwan und im südlichen Korea vor.[6]
    - Vaccinium coriaceum Hook. f.: Dieser Endemit kommt nur in Sabah vor.[6]
    - Vaccinium cornigerum Sleumer: Sie kommt in Neuguinea vor.[6]
    - Vaccinium cruentum Sleumer: Sie kommt in Papua-Neuguinea vor.[6]
    - Vaccinium hooglandii Sleumer: Sie kommt in Papua-Neuguinea vor.[6]
    - Vaccinium horizontale Sleumer: Sie kommt in Papua-Neuguinea vor.[6]
    - Vaccinium laurifolium (Blume) Miq.: Sie kommt auf Java, auf den Kleinen Sundainseln, Sumatra und in Sarawak vor.[6]
    - Vaccinium lucidum (Blume) Miq.: Sie kommt auf Celebes, Java, den Kleinen Sundainseln sowie Sumatra vor.[6]
    - Vaccinium myrtoides (Blume) Miq.: Sie kommt auf Celebes, den Molukken und auf den philippinisches Inseln Luzon, Mindanao sowie Mindoro vor.[6]
    - Vaccinium phillyreoides Sleumer: Sie kommt nur in Kalimantan, Sabah sowie Sarawak vor.[6]
    - Vaccinium reticulatovenosum Sleumer: Sie kommt in Papua-Neuguinea vor.[6]
    - Vaccinium sparsum Sleumer: Sie kommt in Papua-Neuguinea vor.[6]
    - Vaccinium varingifolium (Blume) Miq.: Sie kommt auf Java, auf den Kleinen Sundainseln, Sumatra und in Malaysia vor.[6]

  - Sektion Calcicolus Kloet:
    - Vaccinium chunii Merr. ex Sleumer: Sie kommt in Vietnam und in Hainan vor.[6]
    - Vaccinium dunalianum Wight: Sie kommt in etwa vier Varietäten in Indien, Nepal, Bhutan, Myanmar, Vietnam, Taiwan und China vor.[6]
    - Vaccinium glaucoalbum Hook. f. ex C.B.Clarke: Sie kommt in Indien, Bhutan, Myanmar und in China vor.[6]
    - Vaccinium urceolatum Hemsl.: Sie kommt in Vietnam und in China vor.[6]

  - Sektion Ciliata:
    - Vaccinium ciliatum Thunb.: Sie kommt in Japan vor.[6]
    - Vaccinium oldhamii Miq.: Sie kommt in Japan, China und im südlichen Korea vor.[6]

  - Sektion Cinctosandra:
    - Vaccinium exul Bolus: Sie kommt in Eswatini und in den südafrikanischen Provinzen Limpopo sowie Mpumalanga vor.[6]

  - Sektion Conchophyllum:
    - Vaccinium corymbodendron Dunal: Sie kommt in Kolumbien, Peru, Guayana und in Venezuela vor.[6]
    - Vaccinium delavayi Franch.: Sie kommt in Myanmar, Tibet, Sichuan und in Yunnan vor.[6]
    - Vaccinium emarginatum Hayata: Sie kommt in Taiwan und auf den Ryūkyū-Inseln vor.[6]
    - Vaccinium griffithianum Wight: Sie kommt in Indien vor.[6]
    - Vaccinium meridionale Sw.: Sie kommt in Kolumbien, Venezuela und auf Jamaika vor.[6]
    - Vaccinium moupinense Franch.: Sie kommt in Indien, Bhutan, Myanmar, Vietnam, Taiwan und in China vor.[6]
    - Vaccinium neilgherrense Wight: Sie kommt in Indien vor.[6]
    - Vaccinium nummularia Hook. f. & Thomson ex C.B.Clarke: Sie kommt in Indien, Nepal, Bhutan, Myanmar, Tibet und Yunnan vor.[6]
    - Vaccinium retusum (Griff.) Hook. f. ex C.B.Clarke: Sie kommt in Indien, Nepal, Bhutan, Myanmar, Tibet und Yunnan vor.[6]

  - Sektion Cyanococcus A.Gray:
    - Vaccinium angustifolium Aiton: Sie ist in Nordamerika verbreitet.[6]
    - Vaccinium boreale I.V.Hall & Aalders: Sie kommt im östlichen Kanada und in den nordöstlichen Vereinigten Staaten vor.[6]
    - Vaccinium caesariense Mack.: Sie kommt in den östlichen Vereinigten Staaten vor.[6]
    - Amerikanische Heidelbeere (Vaccinium corymbosum L.): Sie ist ursprünglich in Kanada und in den Vereinigten Staaten weitverbreitet und ist in Japan, Neuseeland, Großbritannien und den Niederlanden ein Neophyt.[6]
    - Vaccinium darrowii Camp: Sie kommt in den südöstlichen Vereinigten Staaten vor.[6]
    - Vaccinium elliottii Chapm.: Sie kommt in Texas und in den südöstlichen Vereinigten Staaten vor.[6]
    - Vaccinium formosum Andrews: Sie kommt in den östlichen Vereinigten Staaten vor.[6]
    - Vaccinium fuscatum Aiton: Sie kommt in Kanada und in den Vereinigten Staaten vor.[6]
    - Vaccinium hirsutum Buckley: Sie kommt in den US-Bundesstaaten Georgia, North Carolina und Tennessee vor.[6]
    - Vaccinium myrsinites Lam.: Sie kommt in den US-Bundesstaaten Alabama, Florida, Georgia und South Carolina vor.[6]
    - Kanadische Blaubeere (Vaccinium myrtilloides Michx.): Sie ist in Kanada und in den Vereinigten Staaten verbreitet.[6]
    - Vaccinium pallidum Aiton: Sie ist in Kanada und in den Vereinigten Staaten verbreitet.[6]
    - Vaccinium simulatum Small: Sie kommt in den südöstlichen Vereinigten Staaten vor.[6]
    - Vaccinium tenellum Aiton: Sie kommt in den südöstlichen Vereinigten Staaten vor.[6]
    - Vaccinium virgatum Aiton: Sie kommt in den Vereinigten Staaten vor.[6]

  - Sektion Eococcus:
    - Vaccinium fragile Franch.: Sie kommt in Tibet und in den chinesischen Provinzen Guizhou, Sichuan, sowie Yunnan vor.[6]

  - Sektion Epigynium:
    - Vaccinium vacciniaceum (Roxb.) Sleumer: Sie kommt in Indien, Bhutan, Nepal, Myanmar und in Tibet vor.[6]

  - Sektion Hemimyrtillus:
    - Vaccinium arctostaphylos L.: Sie kommt in Bulgarien, in der Türkei, im Iran und im Kaukasusraum vor.[6]
    - Vaccinium cylindraceum Sm.: Dieser Endemit kommt nur auf den Azoren vor.[6]
    - Vaccinium hirtum Thunb. (Syn.: Vaccinium koreanum Nakai): Sie kommt in Japan und im südlichen Korea vor.[6]
    - Vaccinium padifolium Sm.: Dieser Endemit kommt nur auf Madeira vor.[6]
    - Vaccinium smallii A. Gray: Sie kommt in Japan, in Korea, auf den Kurilen und auf Sachalin vor.[6]

  - Sektion Herpothamnus (Small) Sleumer:
    - Vaccinium crassifolium Andrews: Sie kommt in zwei Unterarten in den US-Bundesstaaten Georgia, North Carolina, South Carolina und Virginia vor.[6]

  - Sektion Myrtillus Dumort.:
    - Vaccinium calycinum Sm.: Sie kommt auf Hawaii vor.[6]
    - Vaccinium cespitosum Michx.: Sie ist von Kanada über die Vereinigten Staaten und Mexiko bis Guatemala weitverbreitet.[6]
    - Vaccinium deliciosum Piper: Sie kommt in British Columbia und in den westlichen Vereinigten Staaten vor.[6]
    - Vaccinium dentatum Sm.: Sie kommt auf Hawaii vor.[6]
    - Vaccinium membranaceum Douglas ex Torr.: Sie ist in Kanada und in den Vereinigten Staaten verbreitet.[6]
    - Blaubeere, Heidelbeere (Vaccinium myrtillus L.)
    - Vaccinium ovalifolium Sm.: Sie kommt in den Vereinigten Staaten, in Kanada, Alaska, Japan und in Russlands Fernen Osten vor.[6]
    - Vaccinium parvifolium Sm.: Sie kommt in Alaska, in British Columbia und in den westlichen Vereinigten Staaten vor.[6]
    - Vaccinium praestans Lamb.: Sie kommt in Japan und in Russlands Fernen Osten vor.[6]
    - Vaccinium reticulatum Sm.: Sie kommt auf Hawaii vor.[6]
    - Vaccinium scoparium Leiberg: Sie kommt im westlichen Kanada und in den Vereinigten Staaten vor.[6]

  - Sektion Neurodesia:
    - Vaccinium crenatum (G.Don) Sleumer: Sie kommt in Kolumbien, Ecuador, Venezuela, Peru und Bolivien vor.[6]

  - Sektion Oarianthe:
    - Vaccinium ambyandrum F.Muell.: Sie kommt in Indonesien und in Papua-Neuguinea vor.[6]
    - Vaccinium cyclopense J.J.Sm.: Sie kommt in Papua-Neuguinea vor.[6]

  - Sektion Pachyanthum:
    - Vaccinium fissiflorum Sleumer: Sie kommt in Papua-Neuguinea vor. Sie wird von manchen Autoren auch als Dimorphanthera fissiflora (Sleumer) P.F.Stevens in die Gattung Dimophanthera gestellt.[6]

  - Sektion Polycodium (Raf.) Rehder:
    - Vaccinium stamineum L.: Sie ist vom östlichen Kanada über die Vereinigten Staaten bis Mexiko verbreitet.[6]

  - Sektion Pyxothamnus:
    - Vaccinium consanguineum Klotzsch: Sie kommt in Costa Rica und in Panama vor.[6]
    - Vaccinium floribundum Kunth: Sie kommt in Kolumbien, Venezuela, Ecuador, Peru und Bolivien vor.[6]
    - Vaccinium ovatum Pursh: Sie kommt in British Columbia und in den westlichen Vereinigten Staaten vor.[6]

  - Sektion Vaccinium:
    - Rauschbeere, Trunkelbeere (Vaccinium uliginosum L.)

  - Sektion Vitis-Idaea W.D.J.Koch:
    - Preiselbeere, Kronsbeere (Vaccinium vitis-idaea L.)